# Ribe Amt

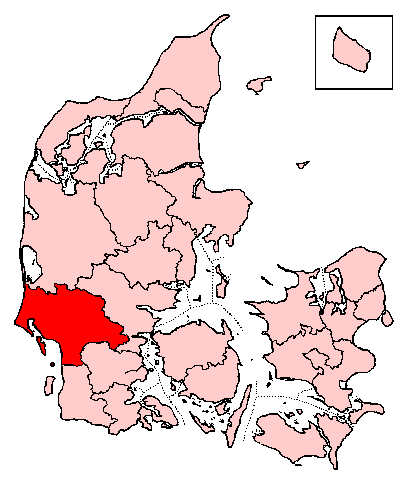
Ribe Amt (voor 1970)

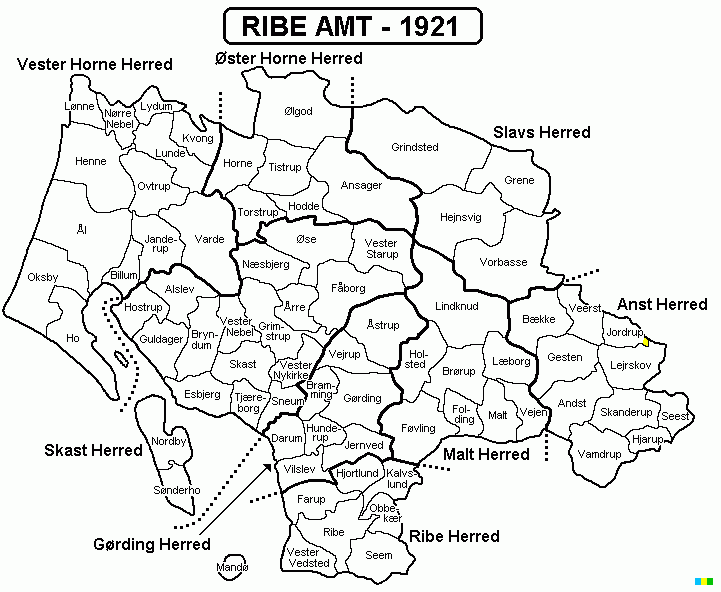
Indeling Ribe Amt

Ribe Amt was een van de amten van Denemarken. Het werd gesticht in 1793. Hoofdplaats was de stad Ribe. Het meest zuidelijke deel van het amt, het zuiden van Ribe Herred, was historisch deel van het hertogdom Sleeswijk. Het bleef echter ook na de tweede Duits-Deense Oorlog deel van Denemarken. 
Ribe Amt omvatte acht herreder:
- Anst Herred
- Gørding Herred
- Malt Herred
- Ribe Herred
- Skast Herred
- Slavs Herred
- Vester Horne Herred
- Øster Horne Herred

Daarnaast lagen de volgende steden in het amt:
- Ribe
- Varde
- Esbjerg

## Herindeling in 1970
Bij de gemeentelijke herindeling in 1970 gingen zes parochies in Anst Herred over naar de vergrote provincie Vejle. Tegelijkertijd werden drie parochies uit het Tønder Amt overgeheveld naar Ribe.